# Lago Sirio
El lago Sirio es un lago situado en el Canavese en el norte de Piamonte, Italia, cerca de la ciudad de Ivrea.
El lago pertenece a un grupo de cinco lagos de origen glacial conocido como los cinco lagos de Ivrea, entre los cuales el es el más grande. Los otros lagos son el lago San Michele, el lago Nero, el lago Pistono y el lago di Campagna.